# Kıvanç Gür
Kıvanç Gür (Samsun, 10 febbraio 2000) è un tuffatore turco.

## Biografia
Ha iniziato a praticare i tuffi a livello agonistico nel 2000. È stato allenato da Caner Keles. Ha studiato presso la Samsun Anadolu Lisesi.
All'età di quindi anni, ha rappresentato la nazionale turca ai Giochi europei di Baku 2015, dove si è piazzato al nono posto nella piattaforma 10 metri.
Ai Giochi della solidarietà islamica 2017 di Baku 2017 ha vinto la medaglia d'oro nella piattaforma 10 metri, precedendo sul podio l'azero Artem Danilov e l'iraniano Iran Şahnam Nazarpur.
Ai tuffi di Kiev 2019 si è classificato diciannovesimo nella piattaforma 10 metri.

## Palmarès
- Giochi della solidarietà islamica

Baku 2017: oro nella piattaforma 10 m;